# 2022年朝鮮半島中部豪雨
2022年朝鮮半島中部豪雨（2022ねんちょうせんはんとうちゅうぶごうう）は、2022年8月8日に朝鮮半島中部で発生した集中豪雨である。
ソウル特別市銅雀区新大方洞では8月8日午後9時5分から1時間に141.5mmの雨が降り、ソウル市の1時間降雨量最高記録であった1942年の118.6mmを80年ぶりに超えた。また同地点で8日0時から24時間に381.5mmの雨が降り、1920年8月に記録した最高降水量354.7mmを102年ぶりに更新した。

## 被害
中央災難安全対策本部は、9日午後3時現在、死亡者は8名、行方不明者7名、負傷者9名の人的被害が発生していると発表している。また、2800棟の建物が被害を受けた。
ソウル市内では道路が水没し、地下鉄も浸水被害を受けている。また、少なくとも163人が家を失った。停電も広範囲に及んだ。各地で土砂崩れも発生した。
また、韓国文化財庁は10日時点で史跡37件、天然記念物2件、国家登録文化財1件など合計40件に豪雨による被害を確認したと発表した。ユネスコの世界文化遺産にも登録されている南漢山城では遺跡内の松岩亭址の城郭が倒壊し、観光客の立入りが制限されている。

## 反応
- 韓国の尹錫悦大統領は自宅であるアクロビスタ（朝鮮語版）周辺が浸水しており出勤できないとし、自宅から電話で対策を指示した[8]。
- 日本の岸田文雄総理大臣は犠牲者に哀悼の意を示し、「被害を受けた地域が一日も早く被災前の姿を取り戻すよう心からお祈りする」とメッセージを送った[9][10]。

## その他
北朝鮮は同国内から韓国国内に流れ込む、臨津江上流のダムを韓国に事前告知なく放流したことが問題視されている。